# 阿布魯佐、拉齊奧和莫利塞國家公園
阿布魯佐、拉齊奧和莫利塞國家公園（義大利語：Parco Nazionale d'Abruzzo, Lazio e Molise）是位於義大利的一個國家公園，成立於1922年。阿布魯佐、拉齊奧和莫利塞國家公園的大部分範圍位於阿布魯佐，但有部分地區屬於拉齊奧和莫利塞。公園面積496.80 km2（191.82 sq mi）。

## 外部連結
- .   [2015-12-28]. （原始内容存档于2011-02-26） （意大利语）.
- . Wild Zone.[]
- Fletcher, Adrian. . paradoxplace.com. 2000–2010. （原始内容存档于2010-04-14）.

41°45′51″N 13°52′08″E / 41.76417°N 13.86889°E